# Palacio de la Logia (Brescia)
El palacio de la Logia es un palacio renacentista situado en la plaza homónima de Brescia.

## Historia
En 1484, las autoridades de la ciudad de Brescia decidieron dedicar un nuevo edificio a sus ciudadanos para expresar el buen gobierno. Se proyectó para sustituir a la logia original y para complementar la arquitectura monumental de la plaza de la Logia, que se estaba construyendo al mismo tiempo.
La función del edificio durante la dominación veneciana de Brescia era albergar las audiencias del Podestá veneciano, cuyo Consiglio Cittadino y el Collegio dei Notai demostraban la centralidad del edificio en la vida de la ciudad, tanto geográfica como políticamente.
La primera propuesta fue de Tomaso Formentone, un arquitecto de Vicenza, que diseñó un modelo de madera. Pero Formentone no era un arquitecto prolífico, y en ese momento también estaba involucrado en la basílica de Vicenza. Es poco probable, por tanto, que fuera el diseñador principal del mayor edificio de Brescia. Es más probable, por las referencias a él en los documentos como carpintero, que la contribución de Formentone fuera operativa. Dada la similitud entre este edificio y otros de Donato Bramante en Milán, se ha sugerido que el diseño del edificio fue posiblemente de este último. La idea de Formentone consistía en construir completamente en madera, pero esta propuesta se abandonó inmediatamente, en favor de un conjunto de canteros venecianos y lombardos y de mármol de Botticino.
La primera piedra se colocó en 1492. Las obras fueron dirigidas por Filippo Grassi, un cantero que ya llevaba más de una década en activo en la ciudad, y cuya culminación profesional fue este proyecto. Las invasiones francesas a partir de 1509 y el saqueo de Brescia en 1512 interrumpieron la construcción. El trabajo se reanudó en 1535 y el palacio se completó en 1574 después de numerosas intervenciones de los arquitectos más famosos de la época, incluidos Jacopo Sansovino, Andrea Palladio y Lodovico Beretta, quienes completaron el edificio.
Gran parte de la fuerza impulsora detrás de la construcción de la Plaza y el Palacio fue obra de los gobernantes venecianos, y hay inspiraciones, particularmente en el uso de piedra blanca, el diseño del techo y las ventanas superiores que provienen de Venecia. Sin embargo, los brescianos también querían establecer su carácter distintivo y se remontaron a la antigüedad romana al incrustar inscripciones latinas descubiertas en la Plaza.

## Descripción

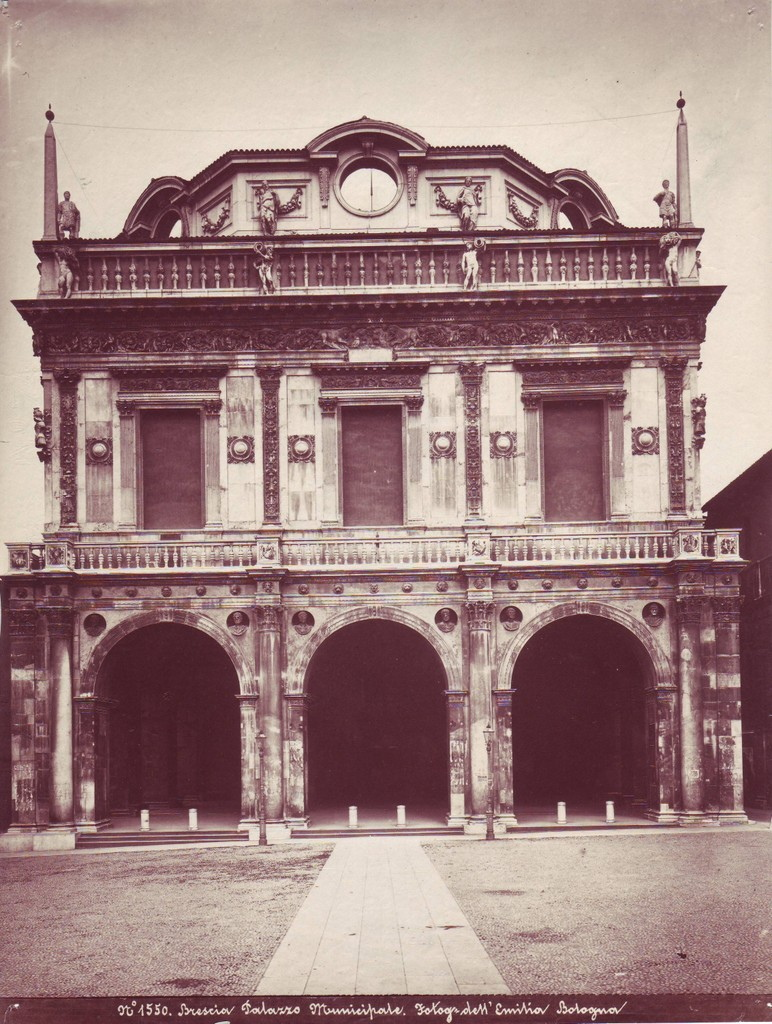
Foto de la Logia con el techo Vanvitelli.

La Logia es un gran edificio, de tres crujías de ancho por cinco de largo, la parte delantera formando una logia mientras que la parte trasera se destinaba a oficinas. Tiene 30 metros de ancho y 47 de largo, 20 de altura y 18 de techo. Se construyó sobre unos cimientos que cubrían y canalizaban el arroyo Garza.
Los tres arcos que dan a la plaza de la Logia fueron una contribución de Filippo Grassi de 1492, que sostienen la logia frontal.
La fachada de mármol blanco de Botticino está compuesta verticalmente por dos secciones arquitectónicas distintas. En la sección inferior, terminada en 1501, hay una serie de columnas y pilares intercalados con pechinas. Éstas albergan el importante ciclo de los treinta Césares, veinticuatro de los cuales fueron esculpidos por Gasparo Cairano, el exponente preeminente de la escultura en la Brescia renacentista, y seis por Tamagnino. Las grandes arcadas de la logia están abiertas en tres lados del edificio. El segundo nivel, correspondiente a finales del siglo XVI, alberga grandes pilastras que enmarcan grandes ventanas en serie, cada una de las cuales se corresponde con el arco de la logia inferior, y que abarcan las cuatro caras del edificio.
El techo original, hecho de madera cubierta con láminas de plomo, en forma de casco de barco, fue destruido en un incendio en 1575, en el que también se perdieron tres cuadros de Tiziano. Hasta 1769, cuando se instaló un techo de Luigi Vanvitelli, se mantuvo una cubierta provisional. En 1914, la cubierta de Vanvitelli fue sustituida por una reproducción de la cubierta original.

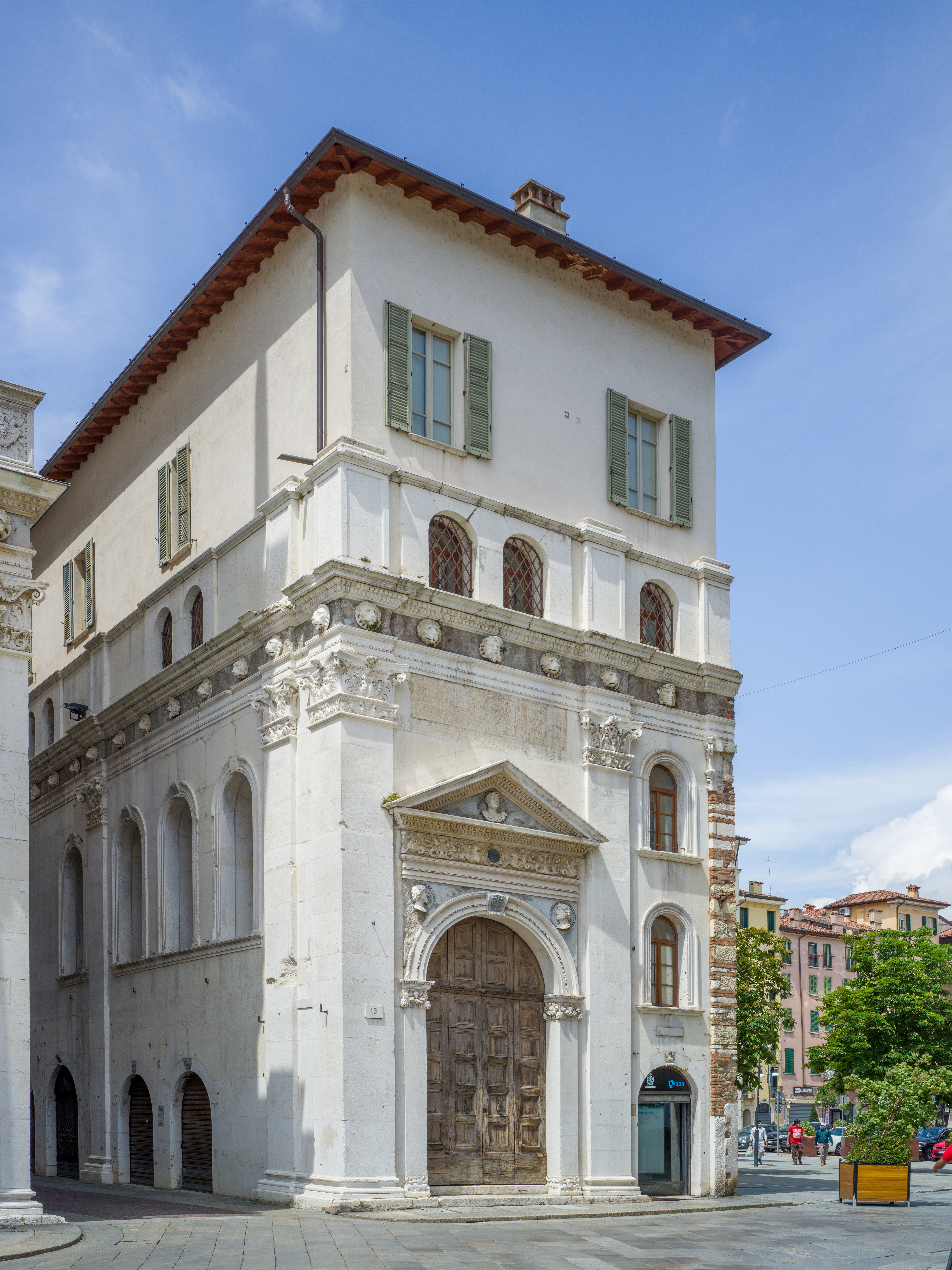
Antigua entrada por el portal de la escalera de la Logia.

Se agregó otro edificio entre 1503 y 1508 ubicado en el lado norte de la logia, que contiene la escalera que conduce al salón superior. La entrada a pie de calle fue otra obra de Gasparo Cairano; contiene una placa de 1177 una condena por traición y perjurio, tomada de la basílica de San Pietro de Dom. En la actualidad, este edificio que da a la plaza Rovetta sólo se utiliza en ocasiones especiales.
El pórtico de la base del edificio, cubierto con bóvedas de crucería decoradas con un ciclo de claves de Gasparo Cairano, se estableció entre 1497 y 1502. Entrando aquí, se ve el portal de Stefano Lamberti de 1552, flanqueado por columnas y dos fuentes de mármol de Botticino de Nicolò da Grado, y que introduce la escalera de Antonio Tagliaferri de 1876. A principios del siglo XX, pintores como Arturo Castelli lo decoraron, pintando las armas de Brescia en el techo sobre la escalera. Cesare Bertolotti añadió el Mercurio y Venus en un luneto en la pared izquierda de la escalera, mientras que Gaetano Cresseri realizó Roma Triunfante en el techo del atrio.
Palladio fue consultado sobre el nivel superior en 1550. En efecto, estaba descontento con las ventanas establecidas anteriormente, calificándolas de demasiado pequeñas y desproporcionadas, y obstruidas por las cuatro columnas que se colocan en ellas para la ornamentación. Un boceto remodelado por Palladio muestra las ventanas que sustituirían a las antiguas.
El nivel superior comprende la gran sala octogonal del siglo XVIII de Luigi Vanvitelli (llamada Salone Vanvitelliano ). Este tiene un techo de madera sostenido por ocho columnas de ladrillo que descansan sobre bases de mármol colocadas en las cuatro esquinas. En la entrada hay una luneta que contiene el fresco El taller de Vulcano de Cresseri; en la Secretaría General hay otro cuadro, Recuperación de la Victoria Alada .
Los hermanos Giulio Campi y Antonio Campi pintaron lienzos para el palacio a partir de 1549.
La Lodoiga, una antigua estatua bresciana con una historia controvertida, ha sido reinstalada en la Logia desde 2011.